# Locust (Caroline du Nord)
Locust est une ville américaine située dans les comtés de Stanly et Cabarrus dans l'État de Caroline du Nord. En 2010, sa population était de 2 930 habitants.

## Démographie
| 1880 | 1920 | 1930 | 1940 | 1950 | 1960 |
| ---- | ---- | ---- | ---- | ---- | ---- |
| 35   | 95   | 103  | 151  | 216  | 211  |

| 1980  | 1990  | 2000  | 2010  | - | - |
| ----- | ----- | ----- | ----- | - | - |
| 1 590 | 1 940 | 2 416 | 2 930 | - | - |

## Source de la traduction
- (en) Cet article est partiellement ou en totalité issu de l’article de Wikipédia en anglais intitulé « Locust, North Carolina » (voir la liste des auteurs).

1. ↑  (en) « Statistiques des États-Unis - Caroline du nord - Profils des communautés de 2010 » (consulté en novembre 2020)